# Phyllonorycter obandai
Phyllonorycter obandai là một loài bướm đêm thuộc họ Gracillariidae. Nó được tìm thấy ở Rift Valley in the Central và Western provinces of Kenya.
Chiều dài cánh trước là 3-3.3 mm. The forewing ground colour is golden brown, with white markings consisting of a basal streak, three costal, và three dorsal strigulae. Con trưởng thành bay từ the end of tháng 2 đến the beginning of tháng 4.

## Etymology
The species name is formed from the family name of the tragically deceased Kenyan biologist Ernest Obanda.